# Velegi-vízfolyás
A Velegi-vízfolyás a Bakonyban ered, Komárom-Esztergom vármegyében, mintegy 270 méteres tengerszint feletti magasságban. A patak forrásától kezdve délkeleti irányban halad, majd Nagyvelegtől délkeletre, Balinka északnyugati határában eléri a Gaja-patakot.
A Velegi-vízfolyás vízgazdálkodási szempontból az Észak-Mezőföld és Keleti-Bakony Vízgyűjtő tervezési alegység működési területéhez tartozik.

## Part menti települések
- Ácsteszér
- Nagyveleg
- Balinka